# نبرد باتون روژ
نبرد باتون روژ (انگلیسی: Battle of Baton Rouge) یک نبرد زمینی و دریایی در طول جنگ داخلی آمریکا بود که در تاریخ ۵ اوت ۱۸۶۲ به وقوع پیوست و نتیجهٔ این نبرد، پیروزی ارتش اتحادیه بود.